# Úterý (okres Plzeň-sever)
Úterý (německy Neumarkt) je město v západních Čechách, v nejzápadnější části okresu Plzeň-sever v Plzeňském kraji. Střed města se nachází v Tepelské vrchovině, v údolí Úterského potoka. Jeho dvě místní části se rozprostírají na přilehlých návrších. Ve městě žije 438 obyvatel.
Město je vzdáleno 39 kilometrů severozápadně od Plzně a 23 kilometrů východně od Mariánských Lázní.

## Název
Název města je odvozen od jména dne, ve kterém se konal trh. Německá varianta Neumarkt, stejně jako latinské Novum forum, znamenají nový trh. V historických pramenech se název objevuje ve tvarech: Vtheri (1233), Nouum forum (1273), Vteri a Novum forum (1369), Vteri (1396), „nepostoupil Úterého“ (1480), Auterey (1598), Neumarek (1654), Neumarkt a též Autery, Vtery, Neoforum a ein Marktflecken (1788).

## Historie

### Středověk
Úterý vzniklo v rámci domácí kolonizace hraničních částí západních Čech na sklonku 12. století. Přesné datum není známo, časový rámec udávají dvě data 1183 a 1233. V roce 1233 Úterý již prokazatelně existovalo, a to jako trhová a farní ves. Dokládá to soubor čtyř listin ze 6. února 1233, jimiž král Václav I., věnoval Úterý spolu s Olešovicemi a Vidžínem své matce Konstancii Uherské a ta je v rámci tzv. Vidžínského újezdu obratem prodala tepelskému klášteru. V klášterní držbě pak Úterý, až na krátkou epizodu let 1467–cca 1486, kdy se stalo válečnou kořistí Bohuslava VII. ze Švamberka, setrvalo až do zániku feudalismu v roce 1848.

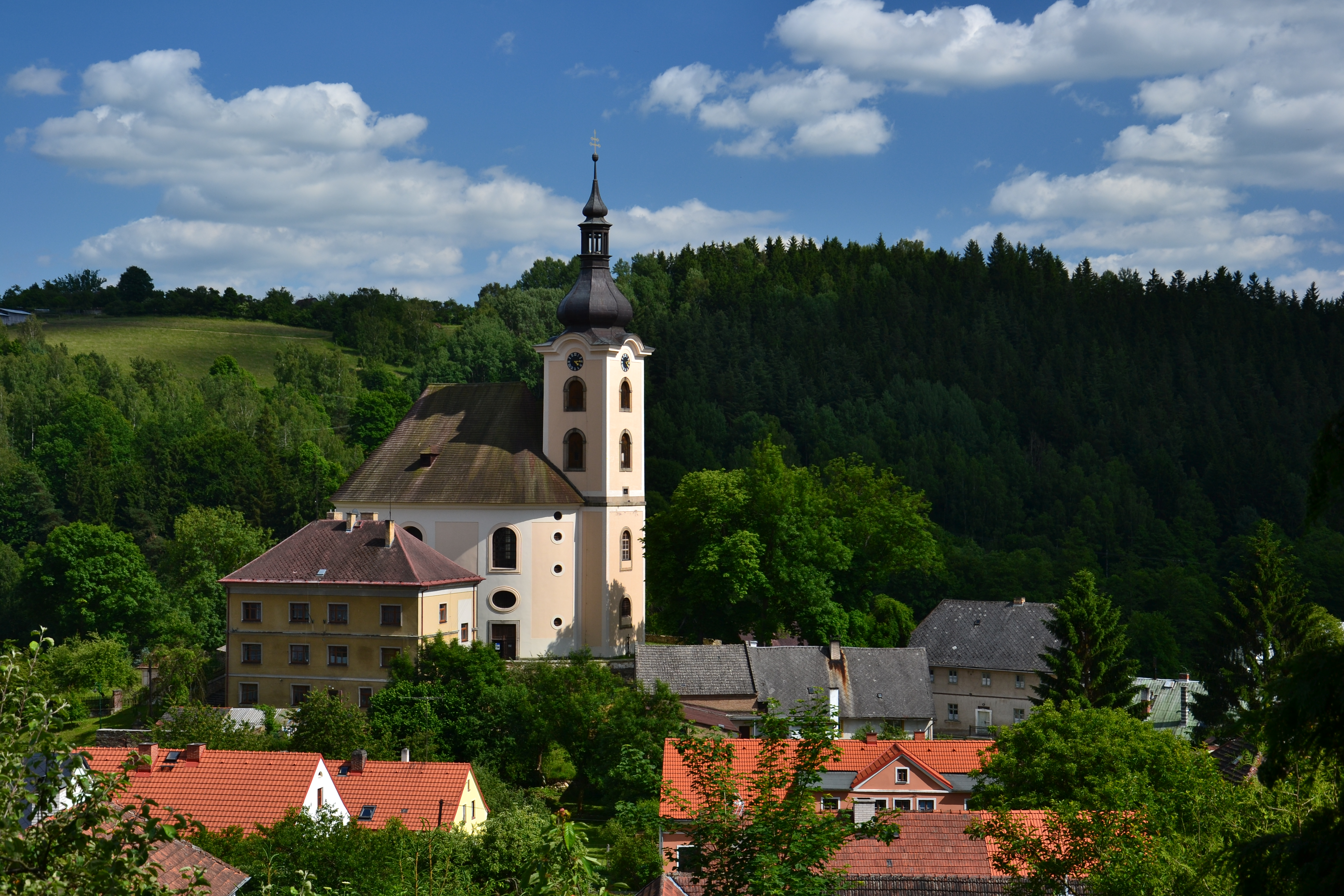
Kostel Narození svatého Jana Křtitele

Okolnosti, které vedly ke vzniku Úterý, nastiňuje (obsahově věrohodné)[zdroj?] falzum ze 13. století hlásící se k roku 1183, podle nějž daroval kníže Bedřich pražským johanitům újezd tvořený vesnicemi Staré Sedlo, Blažim, Umíř, Krsy, Zahrádka, Krsov, Polínka, Kejšovice, Trhomné a Ostrov u Bezdružic. Ačkoli samo Úterý není v této listině vůbec zmíněno, vsi vymezující zmíněný újezd zahrnovaly zcela nepochybně jeho polohu. Panovník zároveň vyzval johanity, aby nazvali tento újezd Jeruzalémským a vystavěli zde kostel ke cti Božího hrobu a svatého Jana Křtitele. Právě toto patrocinium poukazuje na Úterý, v němž je jediný kostel zasvěcený svatému Janu Křtiteli v širokém okolí. Kolem johanitského kostela se na obchodní stezce záhy vyvinulo trvalé sídliště charakteristické pravidelnými trhy, které daly osadě i jméno, tedy Úterý. 
Úterý bylo od svého počátku vzhledem ke kostelu, faře a trhu předurčeno za správní centrum mikroregionu. Tepelští premonstráti pak během několika desetiletí zdokonalili právě získané Úterý emfyteutizací a (pravděpodobně současným) povýšením na městečko. K tomuto procesu se nedochovaly přímé zmínky, lze ho však klást zhruba do třetí čtvrtiny 13. století. Jedním z dokladů této proměny je nový latinský název, Novum forum (tj. nový trh, Neumarkt), použitý poprvé v listině z roku 1273. Dokládá totiž prostorovou proměnu původního tržiště, které lokátor v rámci emfyteutizace nově – pravidelně vyměřil. Další svědectví poskytuje výběrčí rejstřík tepelského kláštera z druhé poloviny 13. století, který obsahuje jmenný seznam úterských a olešovických hospodářů, společně odvádějících klášteru poddanský plat. Vysoký počet úterských poplatníků (104) ukazuje na městečko. Společné odvádění poddanského úroku obou lokalit pak dokládá, že se Olešovice staly úterskou šosovní vsí. Nadále plnily funkci předměstí svého druhu, řídily se úterskými městskými knihami a privilegia, udělená městečku, se vztahovala i na ně.

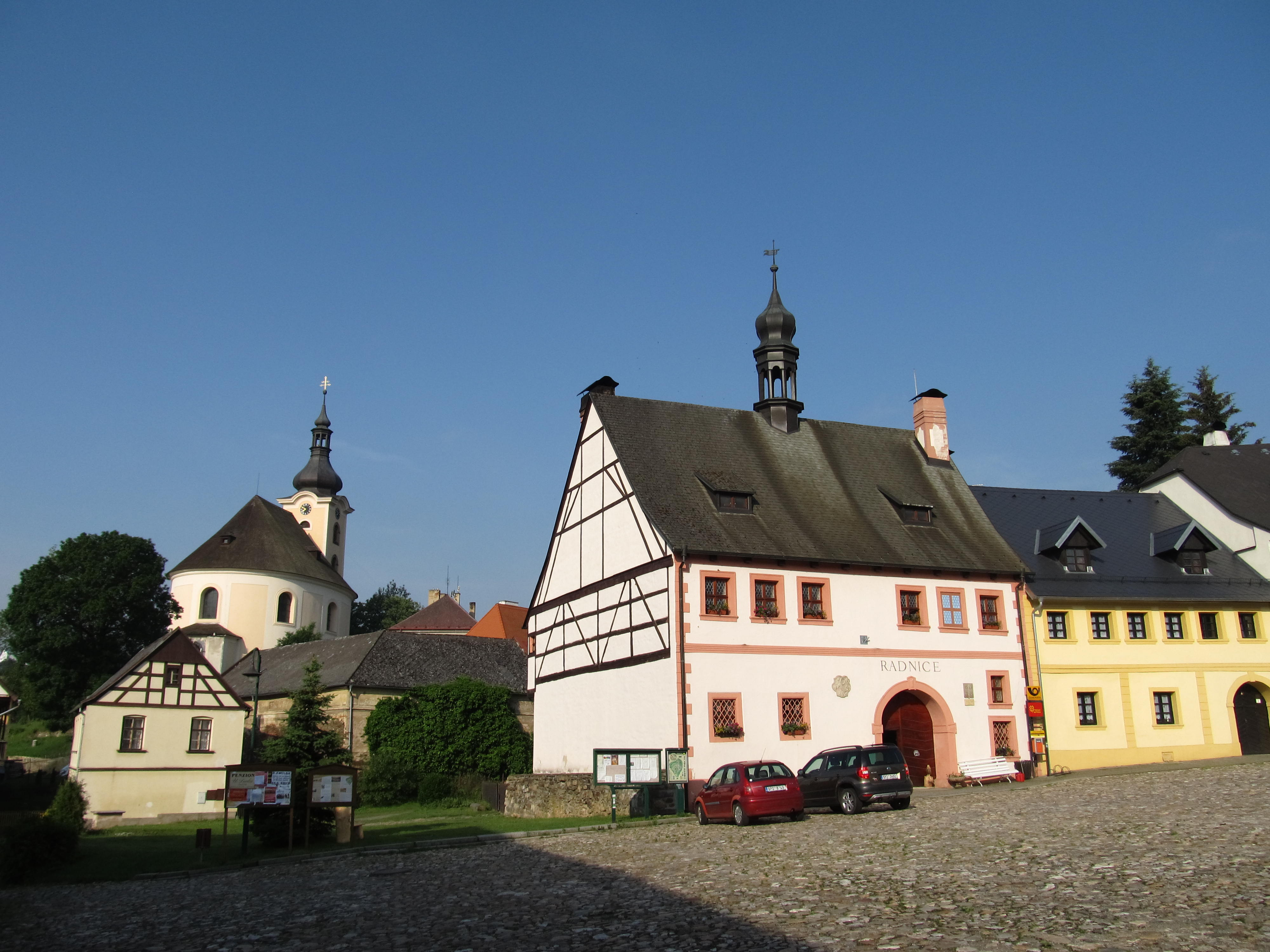
Renesanční radnice na náměstí

Prosperitě nově povýšeného městečka prospěla také existence hornické osady při nedalekých dolech na zlato u Křivců. Tamní povrchové doly jsou archeologicky doložené pro sklonek 13. a 14. století. Horníci museli aktivně zvyšovat obrat úterského týdenního trhu na potraviny. A ostatně zde lze zřejmě hledat i původ reminiscenční pověsti o založení Úterý při dolech na zlato. V rámci emfyteutizace do Úterý přibyli němečtí měšťané. Jejich jména známe z rejstříku, tvořili více než pětinu obyvatel městečka. Soudě dle výše jejich poplatků představovali v městečku nejmajetnější vrstvu. V českém prostředí se však záhy asimilovali, takže až do nástupu druhé německé kolonizační vlny v 16. století bylo Úterý i Olešovice jazykově čistě českými.
Z období husitských válek (1419–1434) nemáme o přítomnosti vojsk v Úterý žádné přímé doklady. Na tepelském panství se ovšem armády pohybovaly velmi často. Těžko tedy předpokládat, že při drancování (běžném způsobu zásobování vojska bez ohledu na to, na které straně bojovalo) toto klášterní městečko vynechali. 
Krátce po ukončení válek v roce 1439 udělil tepelský opat Racek Úterý a Olešovicím první privilegium. Předal jím městečku výkon hrdelního soudnictví pro část klášterních vsí, udělil právo dědičné držby majetku, vyzval k vedení městských knih a povolil užívání velké a malé městské pečeti. Úterské pečeti z let 1442 a 1446 pak podávají první svědectví o městském znaku, který v téměř totožné podobě přetrval až do současnosti. Heraldickou figurou je havran se zlatým prstenem v zobáku, nad ním je paroží, odkaz na tepelský znak. V 21. století však došlo ke změně barvy erbovního pole, původní červenou zaměnili moderní heraldici mylně za zlatou. Těsně před polovinou 15. století máme doloženy také první úterské cechy pro nejsilnější řemesla: k roku 1442 sdružený cech řeznický a pekařský a vlastní cech měli také ševci (1446). A větší moc v městečku než rychtář, zastupující vrchnost, začala mít samospráva: sbor dvanácti konšelů střídajících se v roli purkmistra.
V roce 1459 udělil král Jiří z Poděbrad Úterý první výroční trh, a to na svátek svatého Jana Křtitele, patrona úterského kostela (tj. 24. června; označováno proto i jako posvícení). Už v roce 1460 pak panovník udělil městečku i druhý jarmark, v srpnu na svátek Nanebevzetí Panny Marie (jeho konání ale není v pramenech doloženo, na rozdíl od svatojánského jarmarku).
V šedesátých letech 15. století bylo Úterý vtaženo do politických sporů mezi katolíky a příznivci Jiřího z Poděbrad, mezi něž patřil i klášter Teplá. Už v roce 1466 se v úterském kostele se souhlasem opata opevnila královská posádka. V roce 1467 došlo k vyplenění kláštera mocnými katolickými pány a (patrně zároveň) bylo Bohuslavem ze Švamberka dobyto také Úterý, ještě stále obsazené Poděbradovým vojskem. Následkem této vojenské akce pak městečko v letech 1467–cca 1486 držel Bohuslav ze Švamberka. Zpět do klášterního majetku se Úterý i s Olešovicemi podařilo začlenit naštěstí už zhruba po dvaceti letech.

### Novověk
V šestnáctém století čekaly Úterý příznivé časy. V roce 1529 konfirmoval opat Antonín starší privilegium opata Racka a rok 1570 přinesl dokonce rozhojnění výsad privilegiem opata Jan Mäusköniga. V roce 1604 opat Andreas Ebersbach starší privilegia konfirmoval a doplnil, že vesnice příslušné k úterskému městskému soudu jsou pod pokutou povinny vozit své obilí a jiné věci jen na úterské týdenní a výroční trhy a musí k oslavám odebírat úterské pivo. Na opatovu prosbu pak tyto výsady 8. června 1628 potvrdil také král Ferdinand II.
Druhá polovina 16. a počátek 17. století přinesly velmi důležitou jazykovou proměnu městečka. Pravděpodobně prostřednictvím řemeslnicko-cechovních kontaktů s technologicky vyspělejšími německými zeměmi došlo během několika desetiletí k úplnému nahrazení češtiny. Začátkem 17. století v městečku začala němčina převládat a po roce 1631 se tu čeština už vůbec nevyskytovala. Současně s germanizací Úterý došlo k poněmčení i Olešovic. V německých textech byly nazývány Hangendorf (ves na svahu, Svahy), poprvé se tento termín objevuje v roce 1626, zatímco v českých zápisech se zásadně užívalo jméno Olešovice (ves lidí Olešových).
Pravděpodobně zároveň s pronikáním německého živlu se v městečku objevily i luteránské myšlenky. Příklonu k protestantství však učinil tepelský opat rázný konec už v roce 1584. Kdo nebyl ochoten přestoupit na katolickou víru, musel jít. Úterý se poté od římské církve víckrát neodklonilo. Celozemský vývoj a nařízení Obnoveného zřízení zemského, vydaného po potlačení českého stavovského povstání (1618–1620), tomu ani nedávaly prostor. Ostatně článek o zrovnoprávění němčiny s češtinou v obnoveném zřízení zemském nejspíš sehrál svou roli i ve zmíněném rychlém prosazení němčiny v městečku.

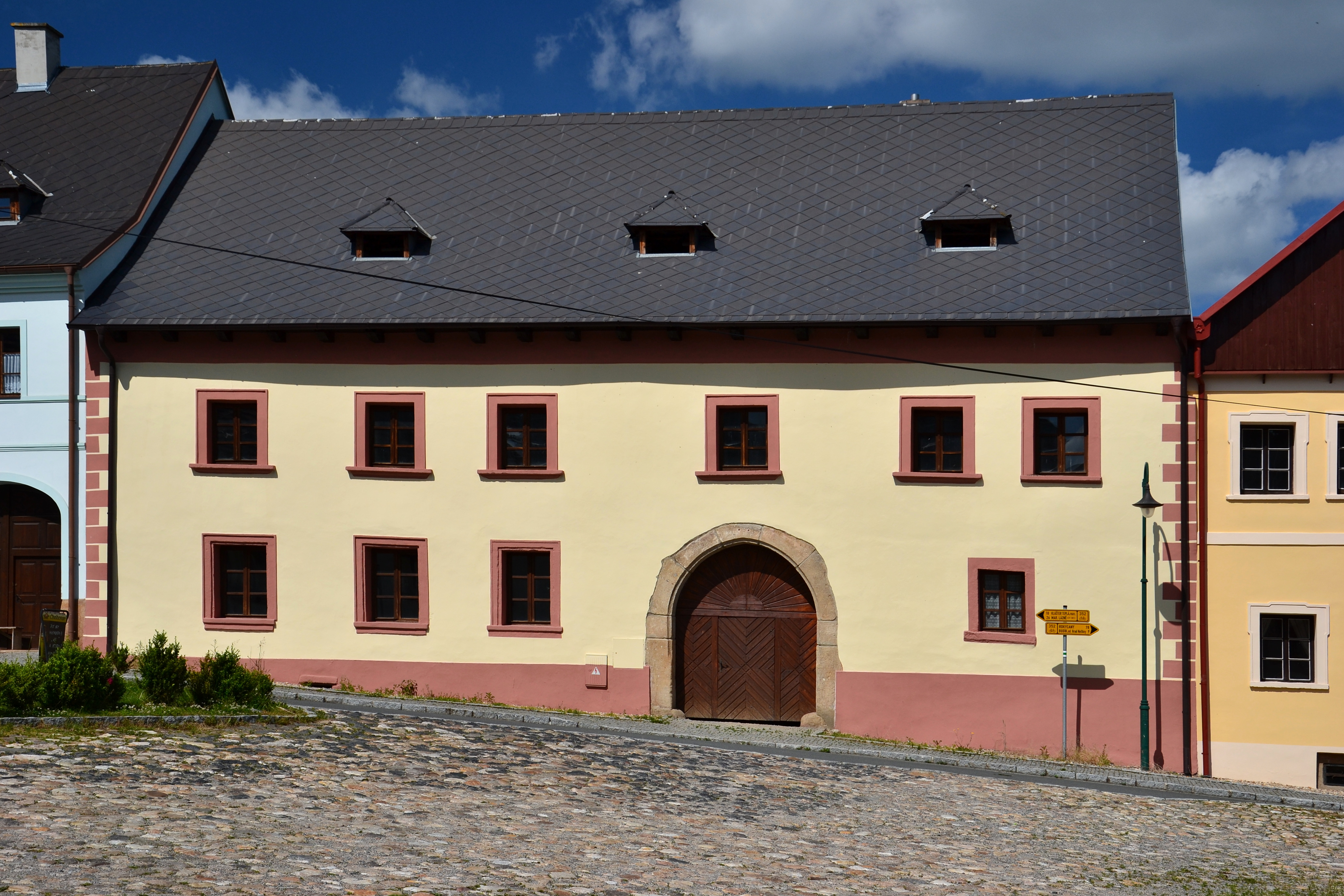
Dům U Jabloně (čp. 90)

Období třicetileté války (1618–1648) přineslo do Úterý válku, a to velmi bezprostředně, opakovaně a bezohledně. Vzhledem ke své poloze na spojnici Teplé s Plzní se Úterý stalo místem řady vojenských průtahů. Počet úterských měšťanských usedlostí se pohyboval stále okolo stovky. Po skončení třicetileté války byla ovšem část usedlostí opuštěná. Pramenné zmínky městských knih konfrontované s údaji berní ruly vnášejí do počtu poustek nejistotu. Berní rula nicméně v městečku napočítala jen 84 a v Olešovicích 21 hospodářů. Městečko bylo zadluženo. Zanikly týdenní potravinové trhy, které daly Úterý jeho jméno, konaly se jen jarmarky. 
Z hlediska řemesel dokládá berní rula v Úterý ta nejběžnější, především potravinářská a spotřební určená pro místní trh. Z počátku 18. století máme kompletní seznam úterských cechů. Na samostatný cech tehdy v Úterý dosáhli sladovníci, řezníci, pekaři, mlynáři, kováři, koželuzi, ševci, krejčí, kloboučníci (ti byli ve společném cechu s tepelskými), tkalci, tesaři a zedníci. Prim ovšem v městečku hrála jednoznačně kožedělná řemesla, především koželuzi a velice početní ševci. I řemeslníci ale doplňovali své příjmy zemědělstvím a čistě hospodařením se živila v městečku asi třetina měšťanů. V Olešovicích řemesla nebyla, místní provozovali pouze zemědělství.
Od druhé poloviny 17. století dochované prameny dovolují blíže sledovat některé události, které musíme předpokládat i pro dřívější staletí, jen pro ně nemáme přímé doklady. Mluvíme tu v první řadě o požárech, které byly pravidelnou hrozbou (nejen) měst. I v případě již kamenného obytného stavení (v Úterý se kolem náměstí objevují kamenná jádra od pozdního středověku, zcela nejdéle na samém počátku 16. století, spíš ale již v 15. století) bylo dřevo stále nejpoužívanějším materiálem pro hospodářské objekty ve dvoře. A nejběžnější krytinou úterských střech byly až do 20. století dřevěné šindele. Město Úterý postihlo v 17. a 18. století několik ničivých požárních neštěstí. Vůbec nejrozsáhlejší katastrofa, která se nadlouho zapsala do povědomí Úterských, postihla městečko 6. května 1694. Kromě kostela tedy padlo ohni za oběť 79 domů, tj. více než dvě třetiny městečka, a byly i oběti na životech.
Požár roku 1694 vedl k barokní novostavbě kostela sv. Jana Křtitele (základní kámen položen 1695, v roce 1696 stavba zaklenuta a používána, dokončování ale pokračovalo až do roku 1698). Tepelský klášter práce svěřil vynikajícímu architektu Kryštofu Dientzenhoferovi, který vytvořil dílo nevšední krásy, rozhodně se vymykající běžným venkovským kostelům.

### Moderní dějiny
Značný populační vývoj přinesl sklonek 18. a 19. století. K roku 1788 bylo v Úterý celkem 125 domů a v Olešovicích 33. K roku 1838 je v Úterý uváděno již celkem 144 domů s 834 obyvateli a v Olešovicích 36 domů se 192. V poměrně krátkém období let 1836–1841 vzniklo v okolí Úterý několik samot, a to Jansabauer, Görzlin a Sonnenberg. V polovině 19. století tak k Úterý patřilo již 154 domů, v nichž našlo místo celkem 276 bytových jednotek pro 945 osob. Počet obyvatelstva i domů trvale rostl. V roce 1869 Úterý čítalo 161 domů (1030 obyvatel), v roce 1880 bylo domů 174 (a 1109 obyvatel, jejichž počet do roku 1890 vzrostl na 1113, zatímco domů nepřibylo). Do roku 1910 již bylo v Úterý trvale 174 domů. Obyvatel však mírně ubylo, počátkem 20. století jich bylo jen 1022, takže o necelou stovku méně než v roce 1890, který je třeba považovat za populační vrchol. Olešovice neprocházely tak markantním vývojem. V polovině 19. století zde stálo 39 domů (v nichž našlo místo 59 partají a celkem 217 osob). Teprve k roku 1890 se počet zdejších domů zvýšil z 39 na 41, v letech 1900 a 1910 jich bylo 42. Obyvatelstvo převýšilo roku 1869 o něco málo číslo 230, maxima dosáhlo v roce 1910 počtem 242 Olešováků. V roce 1934 žilo na území samotného Úterý 834 obyvatel (dnes asi 300, bez Vidžína a Olešovic.).

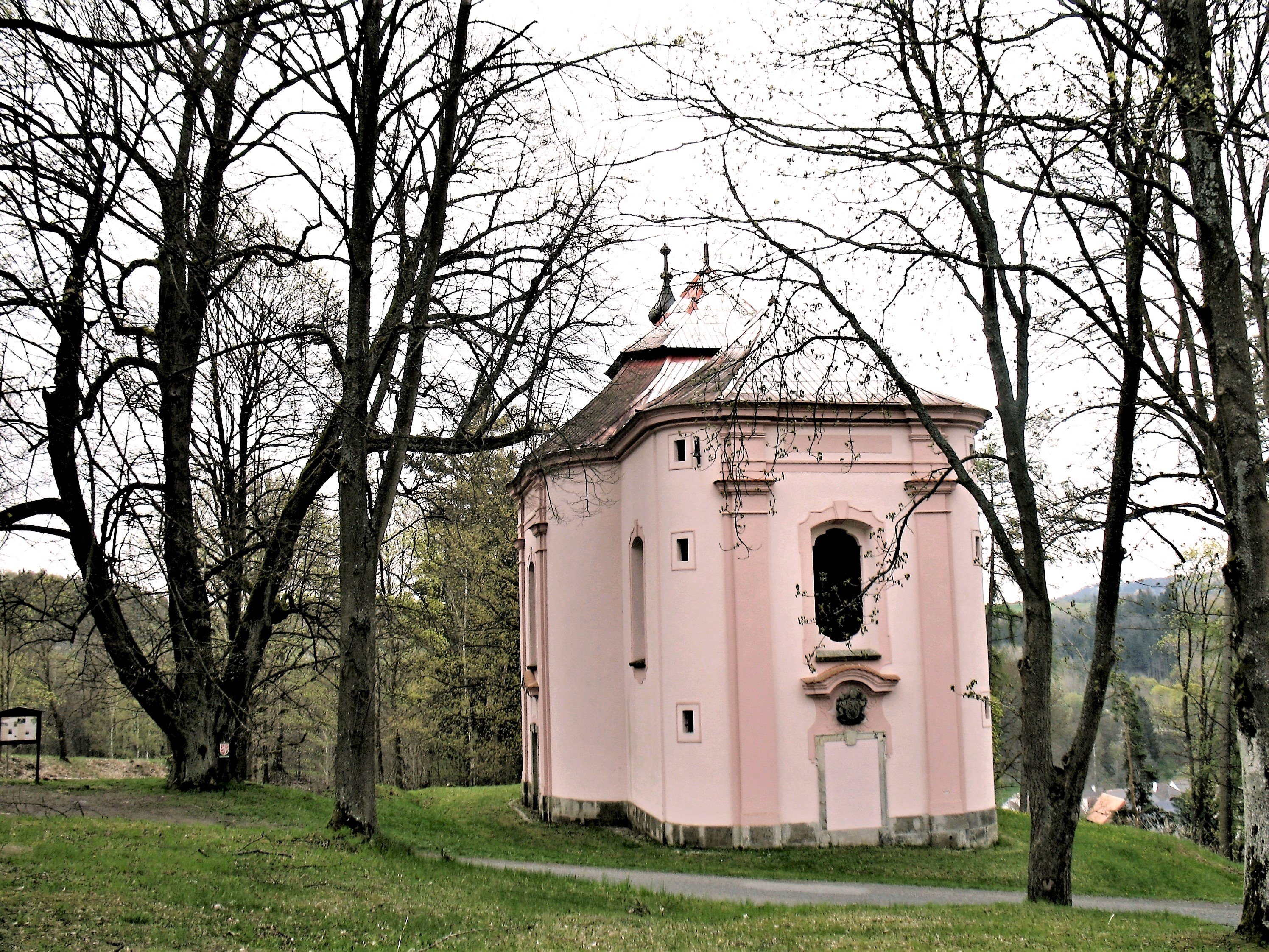
Kostel sv. Václava na návrší nad městem, vlevo památná lípa

V důsledku revolučního roku 1848 došlo k roku 1850 došlo k velké územní reformě, při které byly vytvořeny moderní obce. Pro Úterý to znamenalo hlavně vyvázání z poddanosti tepelskému klášteru. Také do té doby šosovní Olešovice se v rámci této reformy staly samostatnou obcí, k Úterý však zůstaly připoutány svou příslušností k místní faře, škole a (později) poště. Obě obce také sdílely pestrý osud z hlediska územněsprávní příslušnosti v 19. a 20. století (totiž: 1850–1860 politický okres Planá a soudní okres Bezdružice, 1855−1868 smíšený okresní úřad Bezdružice, 1868–1901 politický okres Teplá, 1902–1938 politický okres Planá; říjen 1938-duben 1939 landrát Planá, 1939–1945 landrát Teplá; 1945–1949 okres Planá, 1949–1960 okres Stříbro, od roku 1960 do současnosti okres Plzeň-sever). 
Už od počátku 19. století v Úterý fungovala veřejná (školní) knihovna, roku 1870 byla v Úterý zřízena samostatná poštovní stanice, v roce 1894 došlo k napojení na telegraf a od roku 1901 jezdil pravidelný spoj mezi Úterým a Teplou, využívaný zejména k cestám na tepelské nádraží (a odtud dále do Mariánských Lázní a Karlových Varů). V roce 1872 vznikla městská spořitelna a záložna, v 80. letech tu byla zřízena četnická stanice a také veřejné osvětlení petrolejovými lampami. Bohužel neutěšeně chátrala renesanční radnice, takže se městské úřady začátkem 20. století přestěhovaly raději do nákladně renovované budovy č. p. 31, vybudované původně jako městský chudobinec. V roce 1909 byl v obci zaveden vodovod.
Také kulturní život vzkvétal. Obzvláštní význam a na tak malé městečko nečekaně vysokou úroveň měla místní hudební kultura. Na kvalitní hudební produkce se tu kladl důraz už v raném novověku (a nejspíš i dříve), jak avizuje postesk úterského faráře z roku 1676, že městská rada preferuje na post učitele muzikanta před vzdělancem. Výbornou úroveň měl zdejší pěvecký sbor. Při kůru byla rozsáhlá sbírka hudebních nástrojů a další vlastnili soukromí měšťané (např. koželuh Veit Heidl, jehož deníky z let 1812–1841 zprostředkují mnoho informací o každodennosti, měl doma fortepiano). Při kostele byla také ohromná sbírka partitur, obsahující kolem neuvěřitelné tisícovky skladeb. Jednalo se především o mše a další duchovní hudbu, ale objevují se zde i koncertní skladby a árie, a to od Wolfganga Amadea Mozarta, Ludwiga van Beethovena, Josepha i Michaela Haydna, Georga Friedricha Händela, Franze Schuberta, a dalších. Z Úterý pocházela řada hudebníků i hudebních vědců. Nejvýznamnějším byl pražský univerzitní učitel, muzikolog Hans Schneider (1855–1926), který mj. založil založil Sudetoněmecký pěvecký spolek (Sudetendeutsches Sängerbund). Dochovala také sbírka v Úterý zpívaných lidových písní a popěvků (tzv. čtyřřádků, Vierzeiler), které sesbíral syn úterského řídícího učitele Wenzela Baiera Franz, studující na učitelství (Lehramtskandidat). Kulturní život v Úterý zpestřovaly, krom různých koncertů a samozřejmě tanečních zábav, občasná divadelní představní nacvičená studenty či školní mládeží, případně kočovné divadlo. V roce 1890 se tu zformoval ochotnický spolek. Už od roku 1875 tu byl činný také hudební spolek Cecílie, který svými koncerty šířil věhlas úterských muzikantů daleko za hranicemi městečka. Nejdéle v první polovině 19. století se v Úterý scházelo sdružení žen (Frauen-Vereinigung) a sdružení panen (Jungfrauen-Vereinigung), obojí s katolickým zaměřením. Nejstarším spolkem byl ale střelecký spolek (Schützverein), jehož činnost schválila vrchnost už roku 1741. Měl vlastní kapelu a uniformy, pořádal plesy a patřil mezi nejvíce veřejně činná sdružení v městečku. Roku 1898 byl založen také Spolek vojenských vysloužilců Úterý a Olešovice (Militärveteranenverein Neumarkt-Hangendorf). Mimořádný význam měl místní sbor dobrovolných hasičů (jenž ovšem marně bojoval 25. července 1894 s dalším požárem, který vypukl ve farním dvoře a nakonec zničil celkem 29 domů, a to čp. 10–11, 28, 30–34, 39–42, 44–59 a 74). O veřejný prostor pečoval Vysazovací a okrášlovací spolek (Anpflanzung und Verschönerungverein Neumarkt), založený 1914. Od roku 1898 byla v Úterý činná také místní skupina Svazu Němců v Čechách (Bund der Deutschen in Böhmen – Ortsgruppe Neumarkt).
Moderní dějiny jsou zjizveny nacionalistickými konflikty. K vývoji česko-německých vztahů v městečku uveďme následující: před polovinou 19. století postrádáme důvod předpokládat v Úterý nacionalistické tendence. Deník Veita Heidla nesvědčí o jakémkoli antagonismu vůči Čechům. Německý nacionalismus se začal paralelně s českými státoprávními požadavky intenzivněji prosazovat po vzniku německé říše (1871). Pocit jazykově-kulturní sounáležitosti s Němci pomalu zamířil i do našeho městečka (místní odebírali německý politický deník Allgemeine Zeitung, vydávaný v Augsburgu, a také pražské noviny Bohemia, hlásající německý nacionalismus). Osmdesátá léta ale přinesla konec dosud převládajícího ducha rakouského zemského patriotismu. Situace vrcholila na přelomu století, kdy obě národnosti ovládl nacionalismus etnického (völkisch) typu. Velké rozhořčení českých Němců včetně těch Úterských vyvolala Badeniho jazyková nařízení z roku 1897, která kladla na státní úředníky povinnost znalosti obou jazyků a nařizovala i vnitřní vedení spisu v jazyce podání. Úterské městské zastupitelstvo se přidalo k vlně protestů a ještě téhož roku zaslalo podobně jako jiná německá města panské i poslanecké sněmovně petici za jejich zrušení. V roce 1898 byla v Úterý založena místní skupina Svazu Němců v Čechách a Úterští se připojili také k dalším protestům svazu německých měst v Čechách vedených Libercem v roce 1899, po nichž následovalo odstoupení vlády a odvolání jazykových nařízení. Úterý tedy na samém sklonku 19. století zaujalo jasný postoj k otázkám česko-německého vyrovnání a také v následujících letech a desetiletích sdílelo politické názory naprosté většiny českých Němců, účastnilo se jimi organizovaných obstrukcí a přidávalo hlas k peticím a rezolucím. V dubnu 1914 pak byla za výlučnou úřední řeč v Úterý prohlášena němčina.

### Po první světové válce
První světová válka byla obdobím hladu a bídy. Konec války a versailleský mír přinesl úlevu celému světu. Českým Němcům ale také hořký pocit vyobcování. Po deklaraci samostatného československého státu 28. října 1918 čeští Němci vyhlásili samostatný státní útvar Deutschböhmen, který se měl stát provincií Německého Rakouska (Deutsch-Österreich). Úterý se též přidrželo politického programu Deutschböhmen. Už 9. listopadu 1918 tu proběhla volba místní národní rady (Ortsnationalrat). Ta obratem založila měšťanský, resp. místní strážní sbor (Burger- bezhw. Ortswehr) a jako další vydala rezoluci ke státnímu a národnímu převratu: zastupitelstvo Úterý s radostí zdraví vytvoření provincie Deutschböhmen, nepovažuje se však za kompetentní vyjadřovat k naší příští příslušnosti, o níž by měl rozhodnout plebiscit. Po fiasku všech pokusů o vyjednávání ovšem nakonec mladá Československá republika obsadila během několika týdnů pohraniční oblasti vojensky. Do ledna 1919 byla celá německy osídlená oblast včetně Úterý pod kontrolou Československa. Dosavadní čistě německé osídlení Úterý bylo následovně v rámci státem řízené infiltrace pohraničních oblastí českým živlem doplněno nevelkou asi dvacetihlavou českou komunitou státních zaměstnanců a v místě byla zřízena i česká menšinová škola, do níž ovšem pro nedostatek českých žáků docházelo i žactvo ze sociálně slabých německých rodin. 

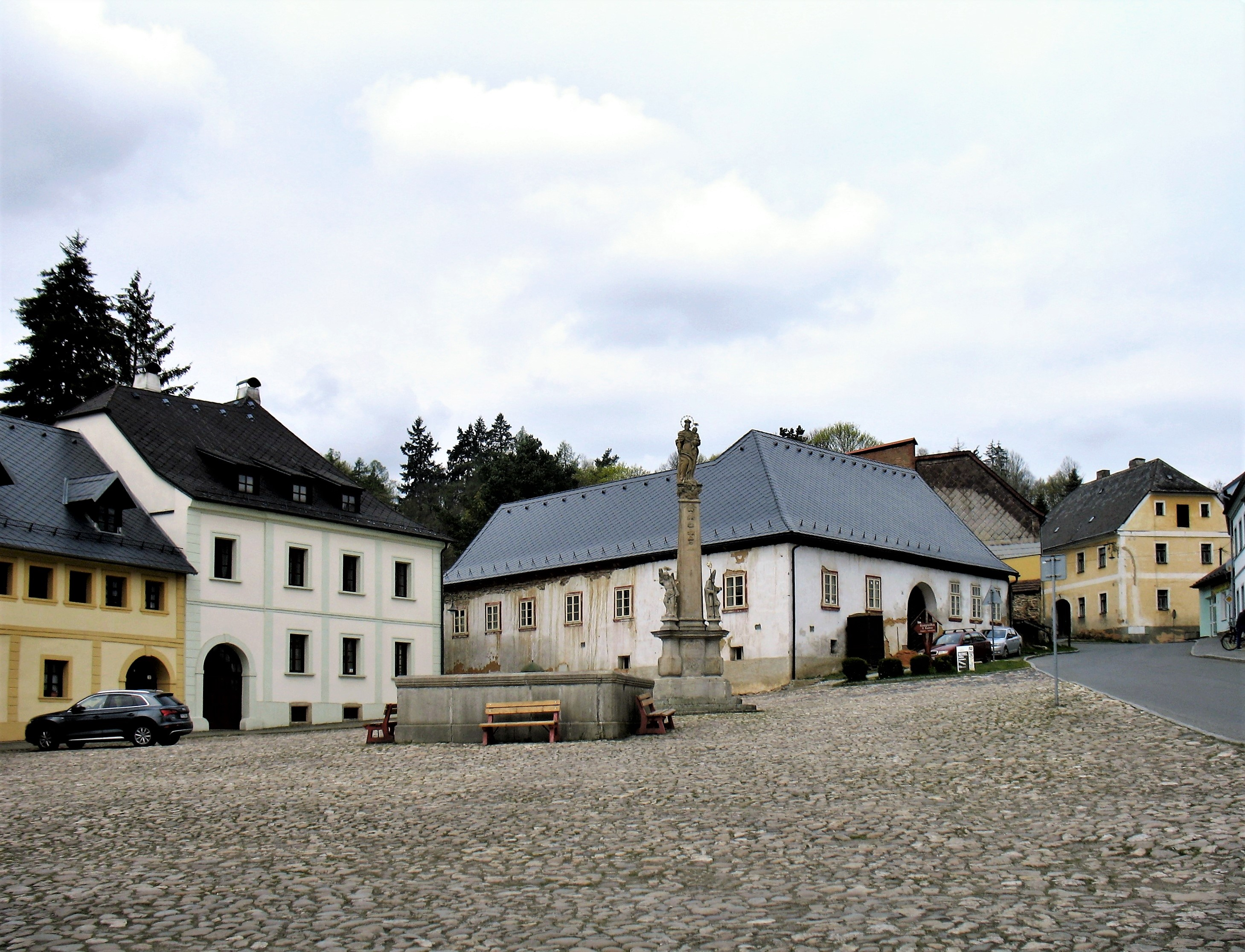
Náměstí s kašnou a mariánským sloupem, uprostřed Turbovna

Úterští si utvrzovali své němectví a příslušnost k Egerlandu, udržovali čilé kontakty se sudetskými krajanskými spolky, především s turisticko-vlastivědným Eghalanda Gmoi (Egerländer Gemeinde). Vysílali také své zástupce na zasedání Svazu německých samosprávných celků hájících zájmy německých obcí proti případným omezením ze strany státu. V dubnu 1926 si znovu odsouhlasili jako jednací jazyk v Úterý němčinu, v září marně zaprotestovali proti povinnosti označit purkmistrovský úřad v češtině a ještě v roce 1926 také rozpustili střelecký spolek kvůli povinnosti užívat jako velící řeč češtinu. Přes pozdější jednoznačný příklon k Henleinově straně, prezentované jako strana zaštiťující zájmy všech Němců v demokratickém Československu (od roku 1937 už ale v tajných jednáních slibující věrnost vůdci a připravující odtržení německého pohraničí a jeho připojení k říši), však bylo Úterý i nadále ale především nepolitický zapadákov. Místní veřejný život čeřily nejvíce festivity úzce spojené s úterskou společností.
Přes stoupající lidnatost i zástavbu nepřineslo 19. století městečku větší průmyslový rozvoj a ve dvacátém století proto Úterý vsadilo především na podporu turismu a nabídky k letní rekreaci. V letech 1922–1926 byla obec elektrifikována (samota Görzlin se připojila na síť Světce v letech 1928–1933).
Po Mnichovu bylo 1. října 1938 odstoupené pohraničí včetně Úterý připojeno k Velkoněmecké říši jako Říšská župa Sudety. Bombardování, které ke konci války plošně ničilo civilní cíle v Německu, se ale Sudet až do roku 1945 prakticky netýkalo. Z ohrožených oblastí sem proto mířily proudy evakuovaných dětí a celých rodin postižených nálety. Do Úterý a Olešovic přišli první evakuovaní už roce 1942. Jak východní fronta postupovala, přibyla sem řada utečenců ze Slezska, koncem války jich tu bylo přes tři sta a v Olešovicích 68. Od konce března 1945 se na území Sudet přesunuly i boje. Do západní části župy pronikly jednotky americké armády v dubnu. Do Úterý dorazily americké jednotky 5. května 1945. Pohraničí bylo od okamžiku obsazení spojeneckými armádami považováno opět za součást ČSR. Místní správu přebíraly tam, kde byla přítomna česká menšina, revoluční národní výbory, do nichž se v místech s řídkým českým osídlením zapojovali i Němci, loajální republice. V Úterý zůstala poválečná správa v rukou starosty, který před přijíždějící americkou armádou vyvěsil bílý prapor a navázal spolupráci s československými orgány. Na rozdíl od situace ve větších městech, kde byli Němci v rámci přípravy na vysídlení internováni do sběrných středisek, směli Úteráci zůstat ve svých domovech a pracovat na svých polích. Úrodou však již nedisponovali, byl omezen jejich volný pohyb (zakázán pobyt na veřejných prostranstvích, vycházení po 18 hodině, vycestování z obce mimo pondělí a pátek od 12 do 14 hodin), majetek jim byl konfiskován a stanovena pracovní povinnost.

### Po roce 1945
V říjnu roku 1945 byl v Úterý ustaven místní národní výbor, který od německého starosty převzal samosprávu. V roce 1946 bylo vysídleno veškeré německé obyvatelstvo obce (transporty proběhly ve dnech 2. dubna, 25. dubna, 22. května, 19. června a 3. července do Bavorska, Hesenska a Württemberska v americké zóně a vlaky vyslanými 14. srpna, 21. srpna, 22. srpna a 9. září do sovětské okupační zóny) a Úterý se vylidnilo. Proběhlo sice dosídlení obce českým obyvatelstvem z vnitrozemí a volyňskými Čechy, přesto však mnoho domů zůstalo prázdných a postupně chátralo. V prosinci 1946 žilo v Úterý pouhých 210 osob. V září 1947 bylo díky jarnímu příchodu volyňských reemigrantů v obci 350 obyvatel, ne všichni nově příchozí se ale v Úterý usadili natrvalo, některé rodiny nespokojené s přídělem či neschopné se uživit se později vystěhovaly. Jiní, kteří hledali vhodnou příležitost, hledali atraktivnější město, než Úterý. V rámci jazykové očisty krajiny byla také změněna naprostá většina okolních toponym, nemalá část z nich se zánikem samot z oficiálních map rovnou zmizela.
Následkem vylidnění začalo bourání prvních opuštěných budov. V září 1947 bylo v Úterý obydleno pouze 66 čísel popisných. Velkou vlnu demolic (nejen v Úterý) přineslo zejména rozhodnutí strany a vlády z června 1959 okamžitě a plošně bourat v pohraničí chátrající domy i církevní památky, protože jejich neutěšený stav deprimuje případné zahraniční turisty a není dobrou vizitkou socialistické společnosti. Následovně proběhla asi začátkem roku 1960 i v Úterý rozsáhlá demoliční akce prováděná armádou. Zcela zanikla uliční zástavba lemující silnici od náměstí k mostu a dále za něj. Naštěstí se v roce 1959 památková péče zastala cenného historického jádra (také oba úterské kostely byly už v roce 1958 vyhlášeny za památkově chráněné) a díky jejímu zásahu nebyly zbořeny i domy kolem náměstí, neutěšeně chátrající.

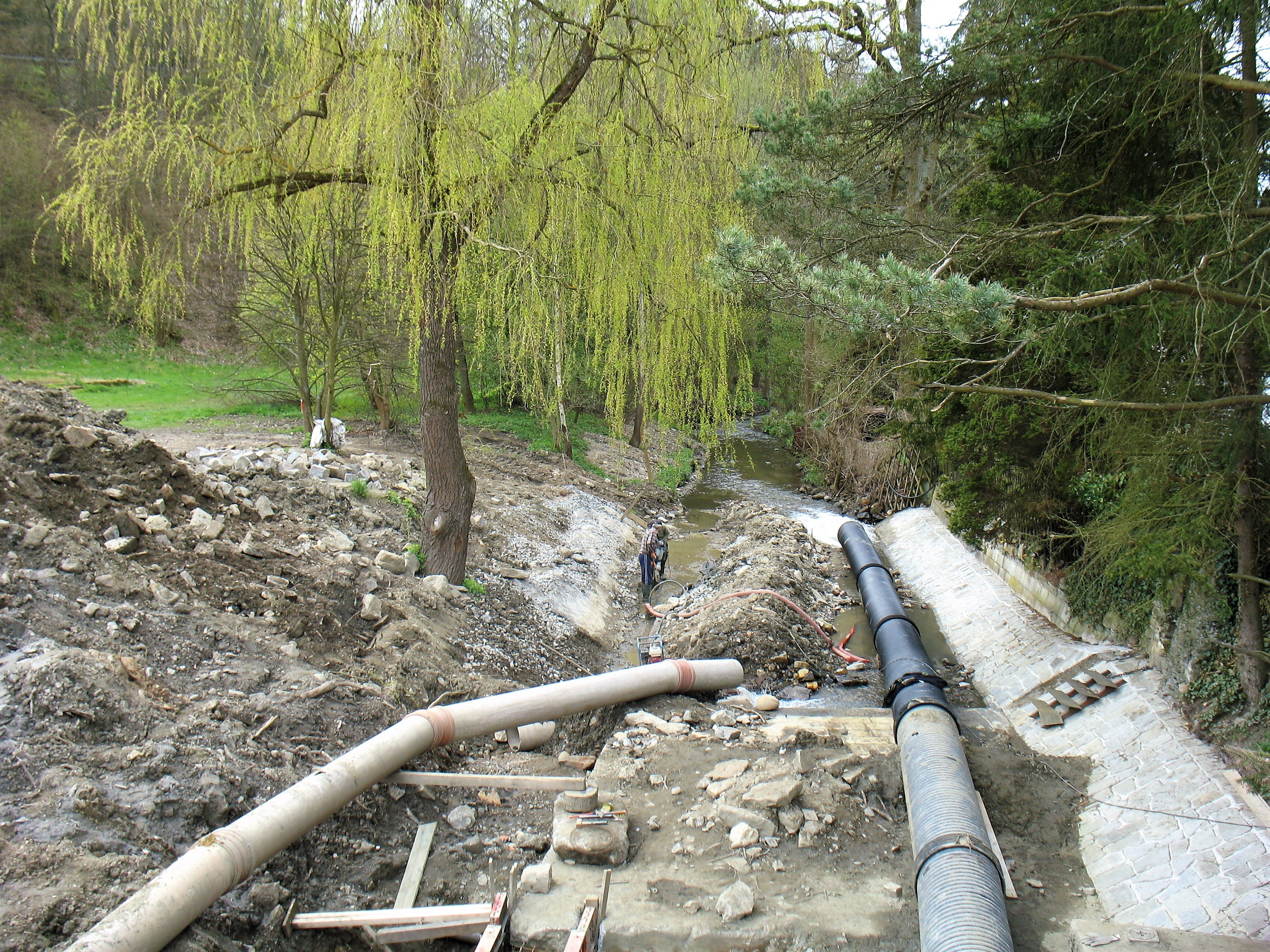
Úprava koryta Úterského potoka v centru městečka (2023)

Nábor stálých obyvatel se totiž trvale nedařil. Zatímco začátkem roku 1949 bylo v Úterý hlášeno 379 osob, v roce 1950 jich tu žilo jen 294 a do roku 1961 stoupl počet na pouhých 322 obyvatel. Do roku 1991 klesl stav v Úterý na 267 obyvatel (v Olešovicích 73 z předválečných 238 a ve Vidžíně 29 oproti někdejším 305!). Z předválečného stavu 171 úterských domů a samot v roce 1930 klesl úterský domovní fond na pouhých 70 v roce 1970. Celkem tedy Úterý přišlo o více než o sto domů a samot. Zástavbu urbanisticky nešťastně doplnily družstevní budovy (kravín, porodnice prasat, sýpka) postavené v letech 1957 a 1958 v dominantní poloze nad městečkem. Roku 1963 k nim přibyly první čtyři bytovky, později následované dalšími bloky. V roce 1962 vznikla na okraji zadního plácku novostavba školy (stará škola v čp. 7 u kostela byla z hygienických důvodů uzavřena a později změněna na bytový dům). Roku 1972 nahradil starý dřevěný most betonový a v místech zbořených domů čp. 96, 97 a 98 vznikla autobusová točna. Zbylé opuštěné domy zachránila až vlna chalupářství v šedesátých a hlavně sedmdesátých letech dvacátého století.
V důsledku poválečných administrativních změn v roce 1949 Úterý přišlo o status města a bylo přiřazeno pod okres Stříbro a od 1. července 1960 patří Úterý pod okres Plzeň-sever. Sedmdesátá léta dvacátého století přinesla normalizaci, ale pro Úterý například také již zmiňovanou novou základní školu a sídliště nad obcí. Nový rozvoj městečka nastal až po roce 1989, v roce 1992 bylo Úterý vyhlášeno městskou památkovou zónou. Od 23. ledna 2007 byl Úterý navrácen status města.

## Pověst o založení hornické osady
Ke vzniku vesnice Úterý se váže pověst, podle níž osadu založili němečtí horníci. Pověst říká, že jeden z horníků zabloudil v lesích okolo dnešního Úterý a protože už byl blouděním unavený, usnul. Zdál se mu sen o tom, že najde velké naleziště zlata. Když se vzbudil, uviděl havrana, který v zobáku držel zlatý prsten. Horník sledoval, kde havran prsten pustí. Na tom místě pak horník opravdu našel zlato. Z této pověsti je odvozen také znak Úterý, na němž je ve zlatém poli zobrazen kráčející havran se zlatým prstenem v zobáku a nad ním je vyobrazeno paroží.

## Obyvatelstvo
Při sčítání lidu v roce 1921 zde žilo 925 obyvatel (z toho 408 mužů), z nichž byli dva Čechoslováci, 915 Němců a osm cizinců. Kromě pěti evangelíků, tří židů a dvou lidí bez vyznání se ostatní hlásili k římskokatolické církvi. Podle sčítání lidu z roku 1930 mělo město 830 obyvatel: dvacet Čechoslováků, 808 Němců a dva cizince. Až na dva členy církve československé a dva lidi bez vyznání byli ostatní římskými katolíky.
| Rok            | 1869  | 1880  | 1890  | 1900  | 1910  | 1921  | 1930  | 1950 | 1961 | 1970 | 1980 | 1991 | 2001 | 2011 | 2021 |
| -------------- | ----- | ----- | ----- | ----- | ----- | ----- | ----- | ---- | ---- | ---- | ---- | ---- | ---- | ---- | ---- |
| Počet obyvatel | 1 597 | 1 735 | 1 772 | 1 630 | 1 607 | 1 488 | 1 373 | 509  | 507  | 494  | 399  | 369  | 384  | 416  | 431  |
| Počet domů     | 247   | 270   | 274   | 276   | 277   | 273   | 280   | 243  | 135  | 107  | 99   | 149  | 165  | 165  | 182  |

## Městská správa a politika
V Úterý působí dva spolky – občanské sdružení Bart, které se věnuje ochraně památek obce, zejména rekonstrukci tzv. Turbovny, a Klub přátel Základní a Mateřské školy Úterý, který pořádá např. různé kulturní akce a věnuje se zachování a rozvoji školy.

### Části města
- Úterý
- Vidžín – místní část ležící na kopci, 3,5 kilometru severozápadně od středu města. Dříve velmi významná obec se školou a farou, měla až 350 obyvatel. Dnes žije ve Vidžíně asi jen 30 lidí. Hodně domů ve vesnici je využíváno jako chalupy, u vsi se často konají letní tábory. Autobusové spojení zajišťují pouze v pracovní dny 2 spoje denně (do Úterý).
- Olešovice – ves ležící na kopci, necelý kilometr východně od Úterý. Dnes má asi 70 obyvatel. Pro své zachovalé vesnické budovy a zajímavou kapličku z 19. století byla vyhlášena vesnickou památkovou zónou. Autobusové spojení zajišťují autobusy na linkách z Úterý do Plzně a do Manětína.

## Doprava

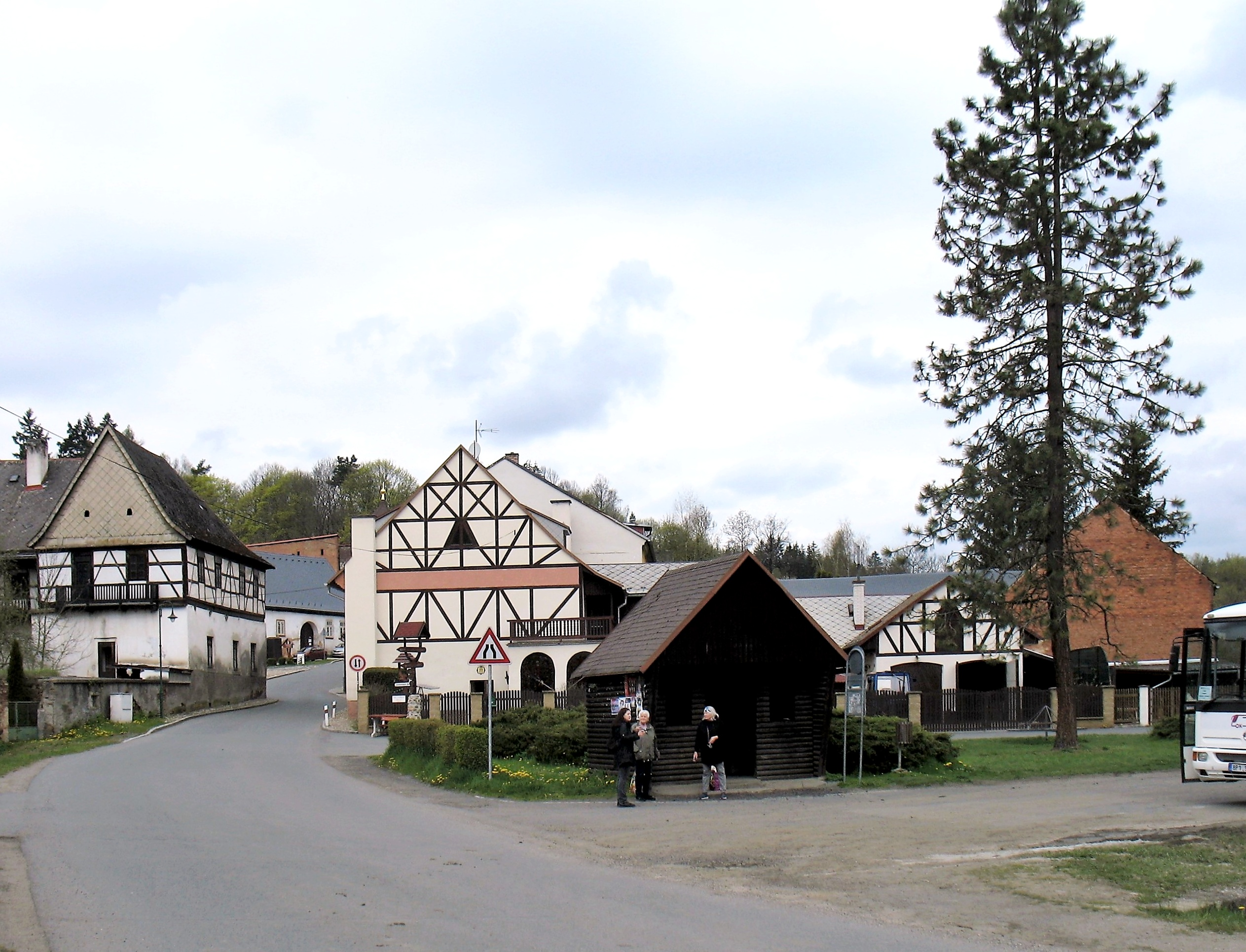
Autobusová zastávka Úterý, Na točně v centru města

Městem vede silnice silnice II/210 na trase Krsy – Úterý – Teplá – Mnichov – Prameny – Sokolov – Rotava – Kraslice – HP Kraslice/Klingenthal.
Úterý trpí špatnou dopravní dostupností. Veřejná doprava je zajišťována pouze autobusy a to na dvou základních linkách. První spoj vozí cestující k vlaku do Bezdružic či do Konstatntinových Lázní a dále pokračuje do Stříbra,  druhá je přímá autobusová linka do okresního i krajského města Plzně. Jeden pár spojů denně jezdí také na tangenciální lince Úterý–Manětín. Dále existuje spoj, který slouží k obsluze místní části Vidžín, která je velmi nevýhodně umístěna v úplném „rohu“ Plzeňského kraje i severního Plzeňska. Naprosto chybí spojení o víkendech a spojení se sousední Teplou, která je však v jiném okrese i kraji (okres Karlovy Vary, Karlovarský kraj).

## Služby
Ve městě se nachází základní (1. stupeň) a mateřská škola, pošta, obchod se smíšeným zbožím a hospoda. Většina kulturních akcí se pořádá v obřadním sále budovy radnice, případně v tzv. Turbovně, kterou se snaží opravit úterský spolek Bart.

## Pamětihodnosti
- Radnice (čp. 1)
- Fara (čp. 6)

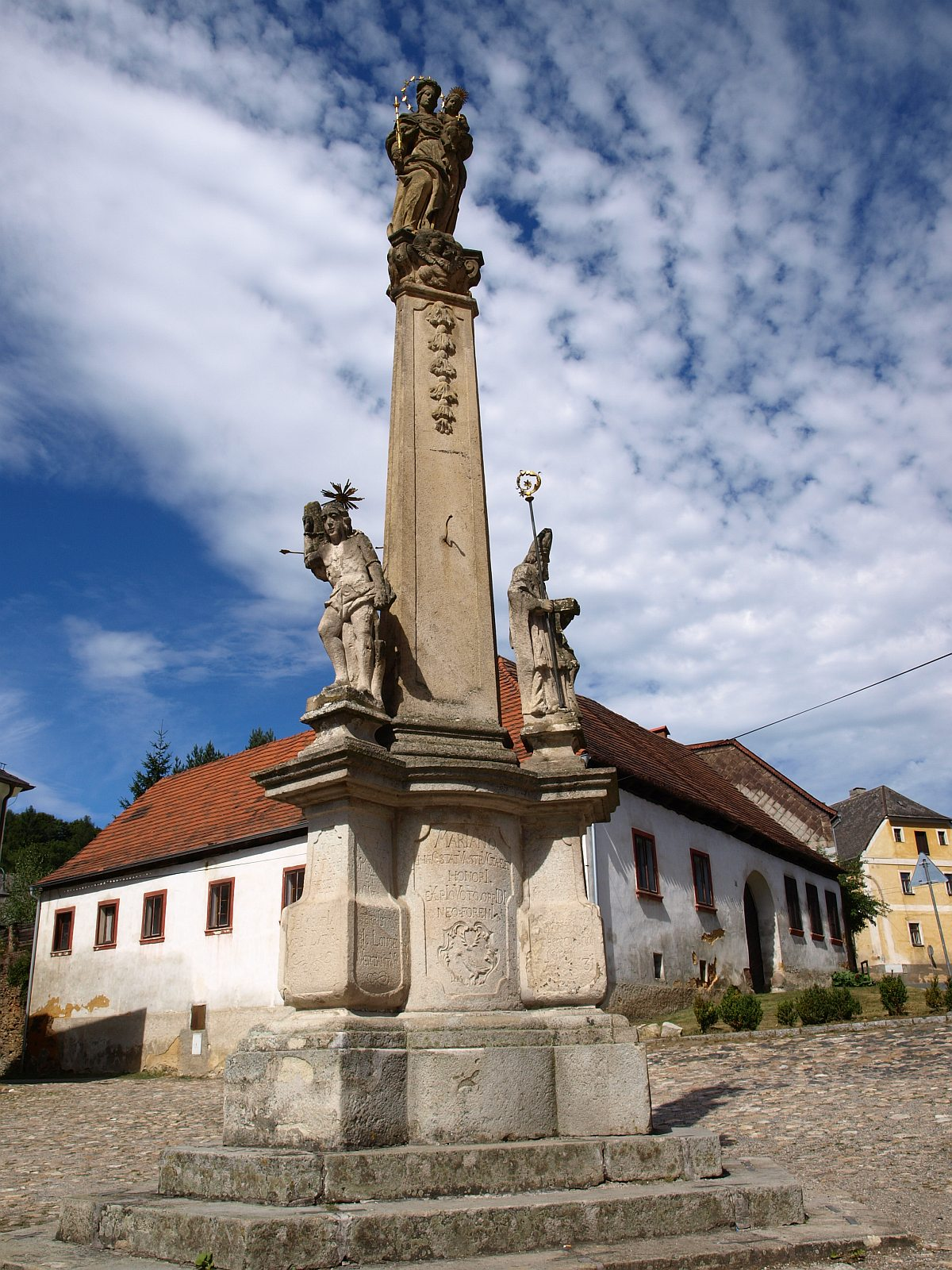
Mariánský sloup

- Kostel Narození svatého Jana Křtitele
- Kostel svatého Václava
- Mariánský sloup
- Turbovna (čp. 69)
- Měšťanské domy čp. 2, 9, 66, 67, 71, 89, 90, 91, 92, 123, 124, 126
- Vodní mlýn (čp. 147)
- Dům se stodolou (čp. 24)
- Kaplička
- Kašna
- Koželužna (čp. 176)
- Dvojice hraničních kamenů
- Boží muka

## Osobnosti

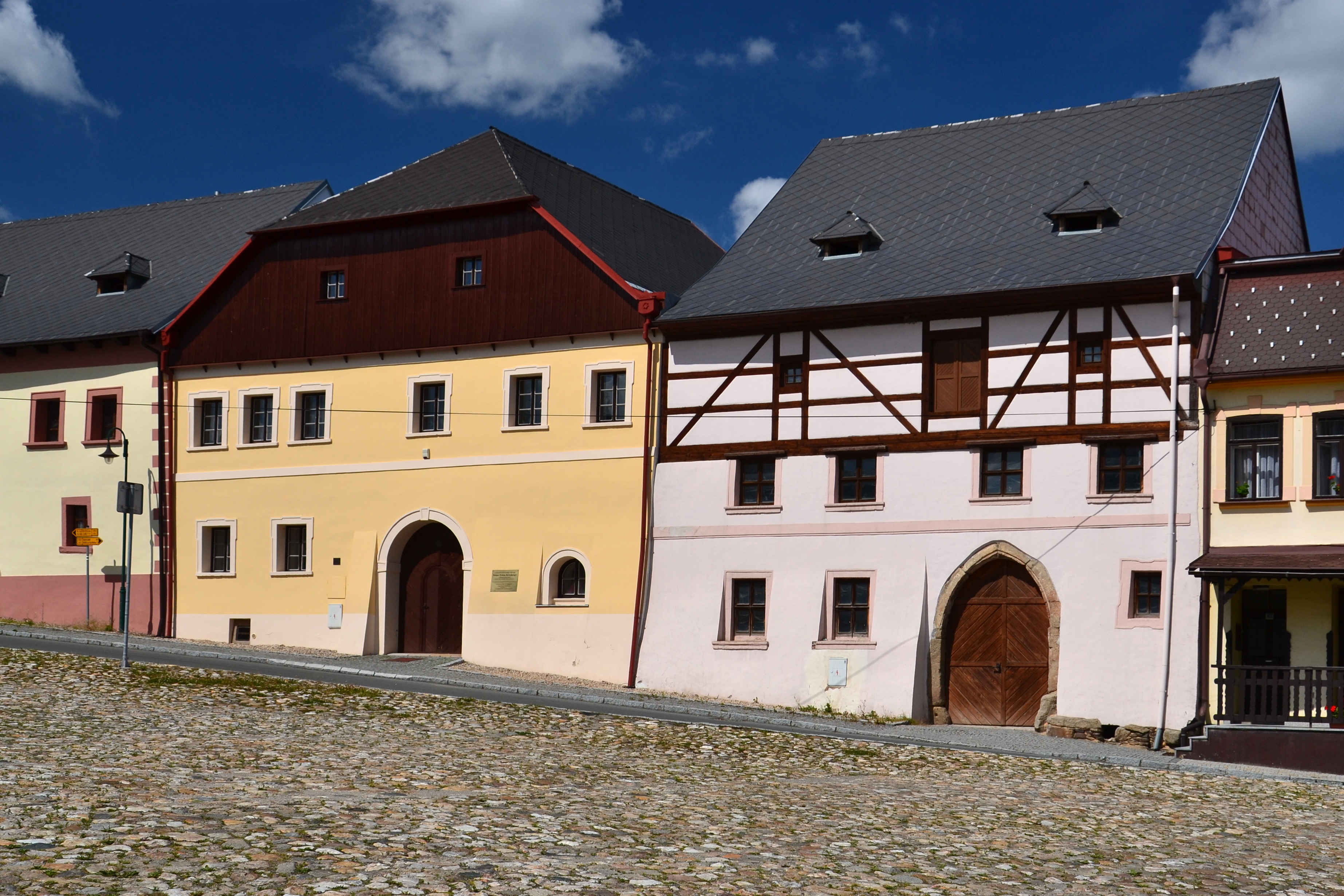
Měšťanské domy na náměstí, vlevo čp. 91, rodný dům tepelského opata Karla Kašpara Reitenbergera

- Karel Kašpar Reitenberger (1779–1860), zakladatel Mariánských Lázní, opat kláštera v Teplé.
- Hans Schneider (1855–1926), pražský univerzitní učitel, muzikolog který mj. založil založil Sudetoněmecký pěvecký spolek (Sudetendeutsches Sängerbund).
- Mistr Havel z Úterý (* koncem 60. let 14. století – † po 1424), v roce 1395 dosáhl hodnosti mistra svobodných umění na pražské univerzitě, v roce 1414 zvolen rektorem, naposled je doložen v zimním semestru 1423/1424 jako děkan. Dodejme, že na příkaz rektora M. Havla z Úterý byl v roce 1414 vystaven M. Janu Husovi opis Dekretu Kutnohorského, který si vyžádal před svým odjezdem do Kostnice. Tento notářsky ověřený opis je dodnes nejstarším dochovaným textem Dekretu.[24]
- P. Adrian Anton Norbert Fritsch (1707–1780), premonstrát, autor dvanácti svazků Tepelských análů.
- Johann Wenzeslas Josef Lenhart (též uváděn ve formě jména Lenhard) (1746–1808), působil v metropolitní kapitule u sv. Víta, v roce 1804 byl děkanem filosofické fakulty pražské univerzity a v roce 1808 dosáhl hodnosti rektora UK.

## Úterý ve filmu
Ve známost město vešlo díky televiznímu seriálu České televize Zdivočelá země, který zde byl natáčen na přelomu 20. a 21. století.
Poprvé ovšem vstoupilo městečko na filmové plátno už v roce 1950 v socialistické agitce o zlých vykořisťovatelích a šťastné budoucnosti družstevníků s názvem Zvony z rákosu. Oficiální poutač Zvonů z rákosu hovořil o dramatu ze života domácích dělníků v severních Čechách. Scenárista a režisér v jedné osobě Václav Kubásek snímek poměrně hvězdně obsadil mj. Jindřichem Plachtou, Janou Dítětovou, Emanem Fialou a Václavem Tréglem, hlavní role ztvárnili František Klika, Meda Valentová a Viktor Očásek. V komparsu vystupovali obyvatelé Úterý. Film je ideologicky zabarveným příběhem o fiktivním městečku Chudoplesy, jehož nuzné obyvatele, živící se pletením výrobků z rákosu, bere na hůl místní bohatec. Z dnešního pohledu je snímek zajímavý především z dokumentárního hlediska, neboť obsahuje dlouhé záběry na dnes již prakticky zaniklé řemeslo a zároveň dokumentuje stav úterské zástavby v polovině 20. století.
Ze zahraničních filmových projektů lze dále zmínit německý historický snímek Královna višní (Die Kirschenkönigin, 2004, režie Rainer Kaufmann) natáčený v Úterý od března do května 2003 a sledující osudy hlavní hrdinky – úspěšné ovocnářky – od první světové války po nástup komunismu ve východní části Německa. Ve filmu Juraje Herze Dívka a kouzelník s Ivanem Trojanem v hlavní roli se mihl celkový záběr na Úterý od Olešovic. Sudetoněmecké otázky a odsunu se úzce dotýkal česko-německo-rakouský film Habermannův mlýn s Karlem Rodenem (2010, režie Juraj Herz). V roce 2019 se v Úterý natáčel snímek Kryštof (2021, režie Zdeněk Jiráský), československý koprodukční film o akci K (komunistická likvidace klášterů). V září 2015 poskytlo Úterý exteriéry pro česko-čínský historický seriál z nacistického Německa Poslední vízum (rok výroby 2017, režije Quing Hua).
Městečko se mihlo i v některých rodinných filmech. Už v roce 1990 to byl koprodukční snímek Velké Británie a Československa Tichá myš (režie Robin Crichton) o vzniku známé vánoční koledy Tichá noc. Rokem 2021 je datovaná výroba poetického dětského filmu Mazel a tajemství lesa odehrávajícího se na dětském letním táboře. K některým záběrům bylo využito údolí Úterského potoka. Úterý se objevilo i v jedné epizodě ze seriálu Ach, ty vraždy s Jiřinou Bohdalovou (Zabiják ze Sherwoodu, režie Zdeněk Zelenka) a také v některých komerčních spotech.